# Harry Klog
Harry Klog er en dansk virksomhedsfilm fra 1983 instrueret af Jesper Klein. Filmen er produceret af Saga Kortfilm for Handels- og Kontorfunktionærernes Forbund.

## Handling
Denne artikel mangler et handlingsreferat. Hjælp os med at skrive det.